# 1868 en chimie
Cet article présente les faits marquants de l'année 1868 en chimie.

## Évènements
- 18 août : en observant la couronne solaire au cours d'une éclipse, l'astronome Jules Janssen décèle les raies d'absorption d'un élément inconnu, l'hélium[1]. Indépendamment, Joseph Norman Lockyer fait la même découverte. Bien que Jules Janssen soit le premier à avoir fait la découverte, les deux seront crédités pour la découverte[2].
- Les allemands Carl Graebe et Carl Liebermann parviennent à synthétiser l'alizarine, le colorant rouge de la garance, à partir de l'anthracène[3]. La fabrication chimique de cette substance colorante provoque la fin de la culture de la garance, notamment dans le Vaucluse en Alsace et en Hollande.

## Naissances
- 9 janvier[4] : Søren Sørensen (mort en 1939), chimiste danois.

- 21 janvier[5] : Felix Hoffmann (mort en 1946), chimiste allemand.
- 31 janvier[6] : Theodore William Richards (mort en 1928), chimiste américain, lauréat du prix Nobel de chimie de 1914[7].
- 9 décembre[8] : Fritz Haber (mort en 1934), chimiste allemand, prix Nobel de chimie en 1918[9].
- 19 décembre[10] : Paul Lebeau (mort en 1959), chimiste et académicien des sciences français.

## Décès
- 29 août[11] : Christian Schönbein (né en 1799), chimiste allemand puis suisse.
- 12 septembre[12] : Jean-François Persoz (né en 1805), chimiste français.